# عبد الله خربوشي
عبد الله خربوشي (10 أغسطس 1980 في المغرب - ) هو لاعب كرة قدم مغربي في مركز الوسط. لعب مع راسينغ كولومب ونادي أميين ونادي سيت ونادي غويونيون ونادي كان ونادي لوهافر وVillemomble Sports ‏ ونادي دونكيرك وAC Amiens ‏.

## وصلات خارجية
- عبد الله خربوشي على موقع رابطة كرة القدم الفرنسية للمحترفين (الإنجليزية)
- عبد الله خربوشي على موقع قاعدة بيانات كرة القدم.إي يو (الإنجليزية)
- عبد الله خربوشي على موقع ليكيب (الفرنسية)
- عبد الله خربوشي على موقع Soccerway.com (الإنجليزية)